# Pendikspor
Pendikspor is een Turkse voetbalclub uit Pendik, een district van de provincie Istanbul. De clubkleuren zijn rood en wit. De thuisbasis van de club is het Pendik Stadion.

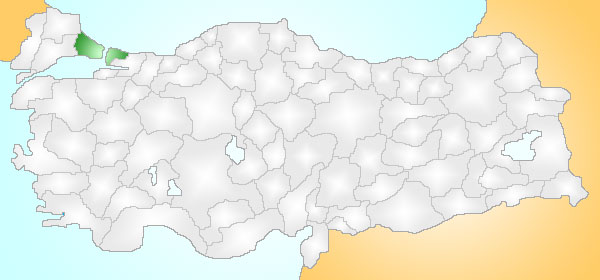
İstanbul ligt in de Marmararegio.

## Geschiedenis

### Oprichting
Pendikspor is officieel op 1 januari 1950 opgericht. Al gaan de wortels van de club terug tot 1927 waarin het uitkwam onder de naam Pendik Gençlerbirliği.

### Prestaties
Tot het seizoen 1984-85 speelde de club in de amateurdivisies. Vanaf de introductie van de 3. Lig bevond de vereniging zich in de professionele competities. Tot en met 1997-98 kwam de ploeg uit in de 3. Lig. Door het kampioenschap promoveerde de club naar de 2. Lig B. Het verblijf duurde twee seizoenen. Na de degradatie duurde het tot en met 2003-04 totdat het team, na het behaalde kampioenschap in Groep III van de 3. Lig, weer een divisie hoger mocht uitkomen. In het seizoen 2005-06 behaalde de ploeg de finale van de play-offs. Eskişehirspor was daarin met 3-0 te sterk. In het seizoen 2014-15 wist de club tweede te worden in de Witte Groep van de Spor Toto 2. Lig. In de halve finales van de play-offs strandt het team tegen de latere promovendus 1461 Trabzon.

### Pendik "ramp" (faciası)
Pendikspor heeft tot 2023 nooit in de Süper Lig gevoetbald. Wel heeft Pendikspor in de derde ronde van de Turkse Beker 1999/00 Fenerbahçe  uitgeschakeld. Op 14 december 1999 won de ploeg thuis met 2-1 van de ploeg uit Istanbul en plaatste zich voor de achtste finale. Fenerbahçe trainer Zdenek Zeman bood zijn ontslag aan, wat niet werd geaccepteerd. Ook doelman Rüştü Reçber kreeg het zwaar te verduren van de aanhangers van Fenerbahçe.

### Süper Lig
In 2023 won Pendikspor de play-off finale tegen Bodrumspor om in de Süper Lig te komen en promoveerde voor het eerst in de clubgeschiedenis naar het hoogste niveau van Turkije.

## Gespeelde divisies
- Süper Lig: 2023-2024
- TFF 1. Lig: 1998–2000, 2022-2023, 2024-
- TFF 2. Lig: 1984–1993, 1994-1998, 2000-2001, 2004-2022
- TFF 3. Lig: 2001-2004
- Bölgesel Amatör Lig en Amateurs: 1950–1984, 1993-94

## Erelijst
- TFF 1. Lig: Kampioen play-offs: 2022-23
- TFF 2. Lig: Kampioen: 1997-98, 2021-22
- TFF 3. Lig: Kampioen: 2003-04

## Bekende (ex-)spelers
- Emrah Başsan
- İlhan Şahin
- Yaser Yıldız
- Uğur Uçar
- Leandro Kappel